# Költő

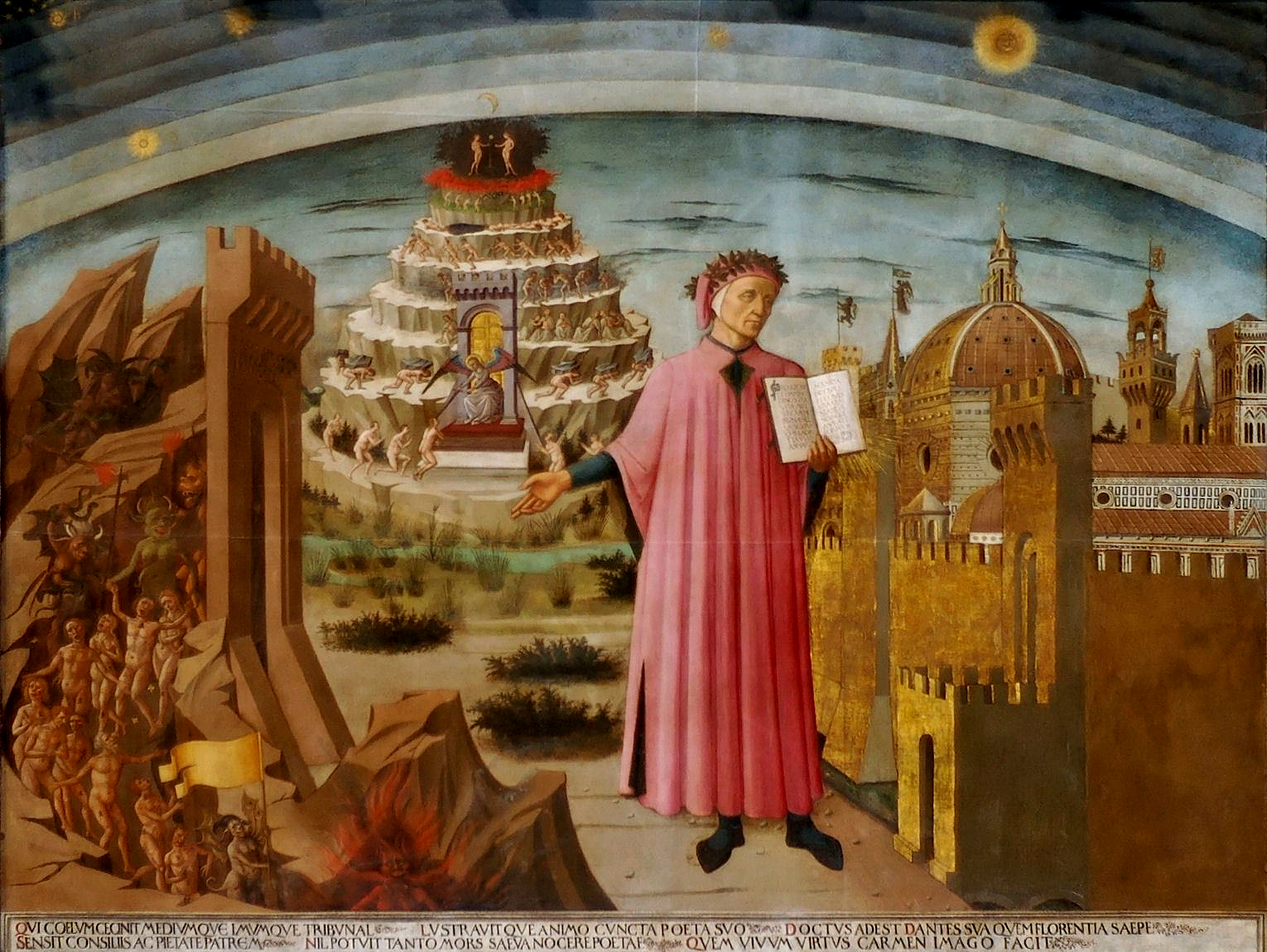
Domenico di Michelino: Dante és az Isteni színjáték, freskó, Firenzei dóm (1465)

A költő (latin eredetű szóval poéta) olyan ember, akinek hivatása a költészettel való foglalkozás, költeményeket, verseket ír. A poétika (latinul: ars poetica) a poézis elmélete, tudománya. A költő az irodalomnak azt az ágát műveli, amely a nyelv művészi módon megformált eszközeivel, verses alakban fejezi ki a költő tudatában tükröződő valóságot, a költő lelkében született gondolatokat, érzéseket ritmikusan rendezett szövegben közli a műve olvasójával. Ha a költői írásművekben előadott gondolatvilág középpontja maga a költő, akkor a művészt alanyi költőnek nevezik. Ellentéte a tárgyi költő, amikor műveinek tartalma a költőn kívül álló tárgyra vonatkozik.
A költemény, amit a költő létrehoz, az a gondolatainak, érzéseinek, ismereteinek a legtöményebb megnyilvánulása, ami születésének pillanatában a halhatatlanságra tart igényt. Babits Mihály szerint a világirodalom az emberiség tudatra ébredése. Amikor egy új attitűd, egy új viszonyulás megszületik a költőben, akkor századokra szuggerálja a tömegnek az új belső magatartást.

Mindenkinek szívében fölcsirázik
egy Jó fogalma, melyben nyugtot lelhet;
és azt elérni minden sziv csatázik
A gondolati líra, az ars poetica egy költeménytípus, ami magáról a költészetről, a költészet lényegének gondolati megragadásáról, a költészet értelméről szól. Nagyon sok költő megfogalmazta saját költészete lényegéről, a költői hitvallásáról. Az egyik leghíresebb magyar nyelvű mű József Attila Ars poetica című költeménye, amelynek szállóigévé vált sorai a földi és égi (kozmikus) világot kötik össze:

Ehess,  ihass,  ölelhess,  alhass!
A mindenséggel  mérd  magad!
Műnem szerint általában a lírai és epikus költészet szerzőit nevezik költőnek. Míg a drámai költészet esetén a verses formájú drámák szerzőit az írók közé, a drámai költemények szerzőit inkább a költők közé szokás sorolni.

## Poeta doctus és poeta natus
Az irodalom kezdete egybeesik az epika születésével, a történelem során az első szépirodalmi alkotások mindenekelőtt elbeszélő jellegű művek voltak. Az első eposzokat alkotó  művész, az ógörögül fennmaradt irodalmi nyelven író  Homérosz volt. A Kalevala finn nemzeti eposz  egyik hőse – Vejnemöjnen – dalával és szavaival képes átalakítani a természetet. Az ókorban és a középkorban a művészet, az ars, az alkotó célú emberi igyekezet, a hét szabad művészet volt. A szabad művészetek grammatika, retorika, dialektika, aritmetika, geometria, csillagászat, zene. Ezeket oktatták az egyetemek művészeti fakultásán (facultas artium), amelyek nem a szépművészet, hanem az elméleti tudományok iskolái voltak.

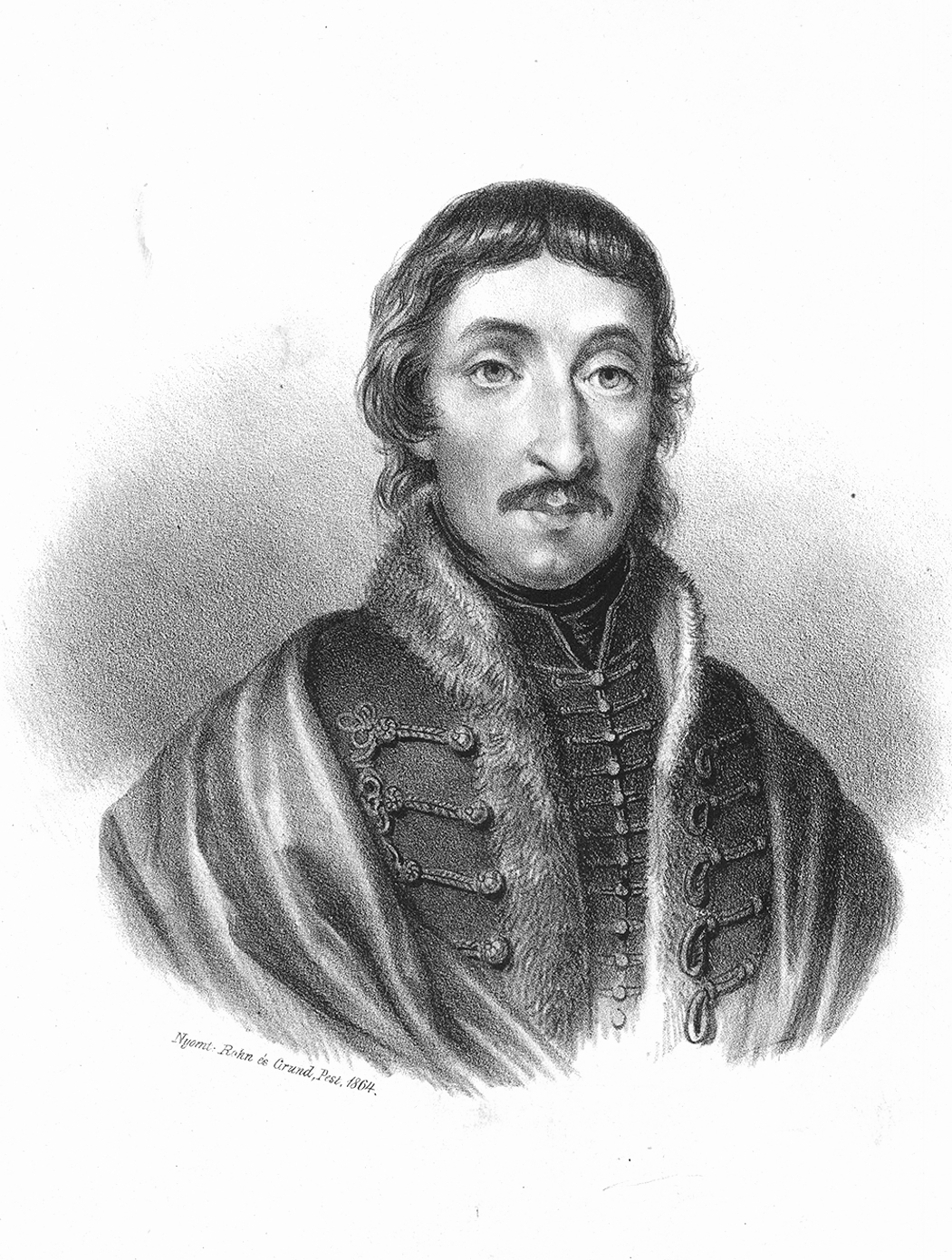
Csokonai Vitéz Mihály, aki egyszerre volt született őstehetség és tudós költő

A költészetet nem  sorolták egyértelműen a művészetek közé, mert a költő próféta volt, s nem művész. Tevékenységének és teljesítményének a lényegét nem a szakértelme  és a szabályok helyes követése határozta meg, hanem a költő ihletettsége.
A poeta doctus  tudatos, művészetét tudományos alapossággal ismerő költő, aki ihletét gyakran meríti műveltségi élményeiből, a mitológiából, történelemből, idegen kultúrákból, és jelképei, utalásai megértéséhez az olvasó műveltsége is szükséges. Latin kifejezés, jelentése: 'tanult költő'. Ferenczi László irodalomtörténész szerint „Nagy László poéta doctus - mert kemény, kitartó munkával részben műfordításai, részben képzőművészeti tapasztalatai segítségével a kultúra, érzékenység, tapasztalat és indulat egészen sajátos egységét alkotta meg.” 
A poeta natus jelentése: született költő. Olyan emberre értjük, aki a költészetet nem tanulta, hanem már magával a költői tudással született. A poeta doctus ellentéte.
A természetes, ösztönös ihletésű Petőfivel összevetve Arany János is némiképp poeta doctus; a 20. században kiváltképp ilyen volt Babits Mihály, sok idegen nyelvű verscíme, archaizálása, történelmi, irodalmi és mitológiai utalásai vallanak erre. Csokonai Vitéz Mihály egyszerre volt született őstehetség (poeta natus) és az esztétikai tudományokban jártas tudós költő (poeta doctus).
Az igazi költő esetében (...) csak halála után derül ki teljes bizonyossággal, hogy az volt-e, aminek hitték őt, aminek hitte olykor maga is magát. Akkor derül ki, hogy az unokák, dédunokák érdemesnek tartanak-e valamit kézbe venni.

## A költők szerepének változása a történelemben
Nincs még egy olyan szellemi tevékenység, ami ennyi gondolkodással és kevés szóval komoly művészi értéket hozna létre, ennek legfigyelemreméltóbb példája a hagyományos japán haiku, amely rendkívül szigorú, alakilag kötött verselés és mindössze tizenhét morából (kb. a szótagnak felel meg) áll. A költő furcsa helyzetben van, még a saját anyanyelvi kultúrájában ismert és híres költő is sokszor névtelen a világ más irodalmi életében.
Johann Georg Hamann német filozófus szerint, „a költészet az emberiség anyanyelve” és a költészet maga az istenek beszéde, éppen  ezért eleve egy magasabb rendű létállapothoz kapcsolódik.
Kínában a Han-dinasztia egyik nagy formátumú uralkodója, Vu császár, költő volt és létrehozta a „Zenepalota” vagy „Zenei Hivatal” (Jüe-fu) elnevezésű intézményt, amelynek feladata a népköltési termékek összegyűjtése, feljegyzése, valamint népies költemények írása volt.
A 8. században arab tudósok költeményeket gyűjtöttek az írástudatlan nomádoktól, mivel – a nyelvjárásbeli különbségek és a poétai licenciák ellenére – ezek nyelvezetét a legtisztább, legszabályosabb arab nyelvnek tekintették. A 11. században kialakult tálik kalligrafikus írásfajtát az uralkodói udvarokban a könyvek és levelek írásán kívül irodalmi művek, költemények lejegyzésére is használták.
A középkori európai trubadúrok művészete, akik ellentétben a fizetésért éneklő dalosokkal, a költészetet csupán kedvtelésből művelték, a modern európai nyelvek első nagy lírai kibontakozását jelentette, városról városra járva énekelték meg a hős cselekedeteket és romantikus történeteket.
Dante a világirodalom nagy klasszikusa, az Isteni színjáték (olaszul: La Divina Commedia) című művében felhasználta korának lexikális tudásanyagát és természettudományos ismereteit is.
Angliában a bárdok, akik valamelyik főúr vagy királyi család szolgálatában álltak, meg tudtak élni a költészetből, habár Arany János walesi bárdok című költeménye szerint meg is égették őket a dalaik miatt. Az angol bárd lírikust, lírai költőt jelent. Határozott névelővel használják a híres angol drámaíró, William Shakespeare tiszteletteljes megnevezéseként is („the Bard”).
Balassi Bálint humanista költő, a reneszánsz kor művésze, a magyar nyelvű költészet első kiemelkedő művelője az újplatonizmus híve volt.
A 19. században a lengyel közvélemény a „Három bárd” (lengyelül: Trzej wieszcze) kifejezéssel kapcsolta össze Adam Mickiewicz (1798-1855), Juliusz Słowacki (1809-1849) és Zygmunt Krasiński (1812-1859) költők személyét és ezzel tisztelte meg őket, mint morális és szellemi vezetőket.
A magyar költészettan fejlődése a 19. század eleji irodalmi megújulás idején indult meg. Bessenyei György, Ráday Gedeon, Kazinczy Ferenc, Verseghy Ferenc, Csokonai Vitéz Mihály voltak az első poétikusok. Elméletibb irány a költői hivatásban Kölcsey Ferencnél, majd Bajza Józsefnél jelent meg. Az 1848–49-es forradalom és szabadságharc költőjének, Petőfi Sándor művészi fejlődésének mozgatóereje a „történelmi értelemben vett romantika és realizmus közötti dinamikus kölcsönhatás” volt. Váteszként, a politikai jövendöléseket is magába foglaló művei kitágították a szabadság fogalmát, amelynek jelentése megváltozott és világméretűvé tágult.
Míg a történelem előző korszakaiban a tanítás és a gyönyörködtetés határozta meg az irodalom társadalmi szerepét, addig a 19. század második felére a tudományok a világ jelenségeit pontosabban és részletesebben megmagyarázták, mint az irodalom, így a költők is elvesztették  meghatározó szerepüket az egyes ember intellektuális megváltoztatásában. A Nyugat főszerkesztője Ignotus Pál, a költői tehetség mindenek feletti értékét hirdette és a folyóirat mindvégig az alkotói szabadság elvét érvényesítette. Babits Mihály A lírikus epilógja című művében így elemzi önmaga szerepét és költészetét: 
Csak én birok versemnek hőse lenni,

első s utolsó mindenik dalomban:

a mindenséget vágyom versbe venni,

de még tovább magamnál nem jutottam.
Radnóti Miklós magyar költő így írt irodalmi azonosságtudatáról:  „A szobám falán három ’családi kép’ van, három fényképmásolat. Barabás egyik meglehetősen ismeretlen Arany-festményének másolata, ugyanerről a festményről külön a fej, és Simó Ferenc egy nemrégiben fölfedezett festményének másolata az öreg Kazinczyról. A Kazinczy-képről csaknem mindegyik ’nem bennfentes’ látogatóm, de az Aranyról is sokan (nem a közismert, népivé stilizált arc) megkérdezik: ’a nagybátyád?’ vagy ’a rokonod?’ Igen, – felelem ilyenkor, Arany és Kazinczy. S valóban nagy-, vagy dédnagybátyáim ők. S rokonom a hitétváltó Balassa, az evangélikus Berzsenyi és Petőfi, a kálvinista Kölcsey, a katolikus Vörösmarty, vagy Babits, avagy a zsidó Szép Ernő, vagy Füst Milán, hogy közelebb jöjjek. S az ősök? A Berzsenyi szemével látott Horatius éppúgy, mint a zsidó Salamon, a zsoltáros Dávid király, Ésaiás, vagy Jézus, Máté vagy János, stb. rengeteg rokonom van. De semmi esetre sem csak Salamon, Dávid, Ésaiás, Szép Ernő vagy Füst! Vannak távolabbi és közelebbi rokonaim.” 
Magyarországon 2017-ben Orbán János Dénes magyar költőnek az irodalomszervező munkájához, a teljes magyar kultúrára szánt összeg 17,5 százalékát sikerült megkapnia a KMTG Kft. által finanszírozott Előretolt Helyőrség Íróakadémia céljainak eléréséhez, többek között magyar költők művészeti tevékenységének és oktatásának támogatására.
Orbán János Dénes az Előretolt Helyőrség Íróakadémia projekt vezetője szerint meg kell változtatni a kortárs költők státuszát és a Budapest központú irodalmi élet szerkezetét a Kárpát-medencében, hiszen nem minden tehetséges költő önérvényesítő típus. Mint egy interjúban elmondta, annak idején Rejtő Jenő művéről nevezték el a fiatal erdélyi irodalmárok a műhelyüket, Rejtő műveit nem lehetett nem szeretni, és akit mindenki ronggyá olvasott, azt a szakma ponyvának minősítette, nem pedig irodalomnak, azonban „az irodalom az, amit olvasnak, nem pedig az, amiről a szakemberek azt állítják, hogy irodalom. Azaz a rejtői zászló az elitizmus elleni küzdelmünk jelképe volt. A harmadik ok pedig a regény egyik mellékszereplőjének varázslatos mivolta volt. Troppauer Hümér, a költő verekedett a költészetért, és ez a harcias attitűd fölöttébb rokonszenves volt számunkra, hiszen már akkor lehetett tudni: irodalmunkat egyrészt a szubkultúra beözönlése, másrészt az elitizmus fenyegeti.”
1994-ben Kolozsváron elindult egy irodalmi mozgalom, „amely – a kisebbségi körülmények ellenére – a Kárpát-medence egyedi és egyik leghatékonyabb tehetséggondozó irodalmi műhelyévé nőtte ki magát”. Mivel az íróakadémia többek véleménye szerint szakmai legitimáció nélkül, mindenkit megkerülve jött létre, komoly és szerteágazó szakmai vita övezte az irodalmárok között a Kárpát-medencei Tehetséggondozó Nonprofit Kft. (KMTG) által államilag finanszírozott Előretolt Helyőrség Íróakadémia létrejöttét, az akadémia és a különböző (József Attila Kör, Szépírók Társasága, Fiatal Írók Szövetsége) irodalmi, érdekképviseleti és szakmai szervezetek között.

## Költészeti díjak Magyarországon

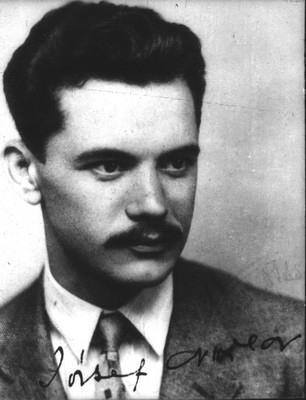
József Attila magyar költő, az egyik legrangosabb magyar irodalmi díj névadója

Általában a költészet újkori történetének számos fontos, progresszív alkotása nem születhetett volna meg, ha a közönség dönthetett volna. A magyar nyelven író költők motiválására, a kiemelkedő irodalmi és művészeti értékeket alkotó költők számára, számos állami és szakmai díjat és ösztöndíjat  alapítottak, hogy a díjat odaitélő kuratóriumok erkölcsi elismerést és anyagi támogatást nyújtsanak azoknak a költőknek és íróknak, akik kiemelkedő alkotásaikkal kiérdemlik a szakmai elismerést.
- József Attila-díj - művészeti középdíjak kategóriájába tartozó irodalmi díj
- Móricz Zsigmond-ösztöndíj - harmincöt évesnél fiatalabb írók, költők, kritikusok, irodalomtörténészek
- Balassi Bálint-emlékkard
- Szépíró-díj
- Arany János-díj
- Sziveri János-díj
- Gérecz Attila-díj
- Zelk Zoltán-díj
- Mészöly Miklós-díj
- Bárka-díj - irodalmi díj a Bárka című folyóirathoz hosszabb ideje kötődő szerzőknek
- Füst Milán-díj - költőknek és íróknak
- Napút-díj
- Nagy Gáspár Irodalmi és Művészeti Díj